# 錢復
錢復（1935年2月17日—），字君復，出生於浙江杭州，中華民國政治人物，為中華民國外交部前部長、監察院院長。錢復是現任國泰世華銀行董事，國泰慈善基金會董事長。

## 簡歷
祖父錢鴻業，曾為中華民國法官、上海地區檢察官，在淪陷時因不屈於汪精衛政府（汪精衛南京國民政府），因而被日本特務暗殺。
父親錢思亮曾任國立台灣大學校長、中央研究院院長及行政院原子能委員會主任委員。兩位兄長錢純及錢煦，俱為中華民國財政及醫學界人士。
錢復更與中華民國前副總統陳誠之子陳履安（曾任中華民國國防部部長及監察院院長）、前中華民國內政部部長連震東之子連戰（曾任中華民國行政院院長、中華民國副總統及中國國民黨主席）和前中華民國農村復興聯合委員會主委沈宗瀚之子沈君山（前清華大學校長）並稱政壇「四公子」。1991年2月在一個國民黨專案小組會議上提出「大陸政策的位階要高於外交政策」的核心觀點，認為國家統一綱領的基石能帶來安全保證和解放軍不動武的理由，雖然不能完全確保但是一個保險。2017年表示後來20多年台灣發生變化但是「結果對我們不利，大家也都看到了」。
1999年獲提名為監察院院長，惟2005年完成六年任期，婉拒陳水扁總統續任，而陳水扁提名的人選不獲國民黨控制的立法院同意提名任命，監察院空轉直至2008年結束。
2009年到2011年期間參與博鰲論壇會面溫家寶，又作錢溫會。共計三次。

## 爭議
美軍駐防臺灣期間，發生多起當地女子遭到性侵猥褻的案件，但是最後都以庭外和解作收，不予起訴。根據錢復在1969年9月8日寫給外交部的簽呈裡，他主張涉案美軍交由美軍當局自行處理，也顯示出當時國民黨政府息事寧人的態度：
「惟查以往我政府對於美軍強姦案件，均捨棄管轄權，由雙方和解賠償被害人損失，並將肇事人移送美軍當局自行處理。我政府捨棄之理由，主要係基於政治上之特別考慮，蓋一旦由我法院管轄，開庭偵訊時勢必引起民眾注意，國人對於風化案件特別敏感，尤以涉及美軍人員強暴我國女子之案件，易為匪幫及其他不法之徒利用，離間中美軍民友誼。此外，我國法律對於強姦案之處刑亦較美軍法為輕。基上分析，為避免引起不良後果，本案似應依照往例移送美軍當局自行處理，不宜撤回捨棄。」

## 學歷
- 台北市立建國高級中學畢業，1952年
- 國立臺灣大學政治系學士，1956年
- 美國耶魯大學國際關係哲學碩士，1959年
- 美國耶魯大學國際關係哲學博士，1962年[1]

## 經歷
- 行政院秘書（專職於陳誠副總統任翻譯），1962年－1963年
- 外交部專員，1962年－1963年
- 外交部北美司第一科科長，1964年－1967年3月16日
- 外交部北美司副司長，1967年3月16日－1969年7月
- 外交部北美司司長，1969年7－1972月6月1
- 行政院新聞局（第七任）局長，1972年6月1日－1975年5月24日
- 外交部常務次長，1975年5月19日－1979年7月26日
- 外交部政務次長，1979年7月26日－1982年11月19日
- 北美事務協調委員會駐美代表，1983年－1988年[1]
- 行政院經濟建設委員會主任委員，1988年7月20日－1990年6月1日
- 行政院政務委員，1988年7月20日－1990年6月1日
- 外交部部長，1990年5月30日－1996年6月8日
- 行政院國軍退除役官兵輔導委員會委員，1990年6月1日－1996年8月8日
- 行政院大陸委員會委員，1991年1月31日－1996年6月25日
- 行政院文化建設委員會委員，－1996年6月10日
- 國民大會議長，1996年7月8日－1999年1月13日
- 監察院（第三屆）委員，1999年2月1日－2005年2月1日
- 監察院（第七任）院長，1999年2月1日－2005年2月1日
- 三一九槍擊事件特別調查委員會主席，2004年7月6日－
- 國泰人壽慈善基金會董事長，2005年2月－
- 中華大學榮譽書院院長，2010年10月－
- 財團法人經國國際學術交流基金會董事長，現任

## 教職
- 國立政治大學兼任副教授，1962年－1964年
- 國立臺灣大學兼任教授，1970年－1972年[1]

## 荣誉

### 中华民国勋章奖章
- 二等景星勋章（1975年7月12日批准[7]）
- 一等卿云勋章（2000年5月16日于台北总统府颁授[8]）
- 中正勋章（2005年3月9日于台北总统府颁授[9]）

### 荣誉称号
- 中華民國十大傑出青年（1963年）

### 荣誉学位
- 韓國成均館大學榮譽法學博士，1972年
- 加勒比海美國大學榮譽法學博士，1988年
- 美國賓州威爾遜學院榮譽人文博士，1993年
- 美國佛羅里達國際大學公共服務榮譽博士，1994年

## 著作
- 錢復回憶錄卷一·外交風雲動（天下文化，2005）
- 錢復回憶錄卷二·華府路崎嶇（天下文化，2005）

《錢復回憶錄》兩卷，更在中時報系主辦的年度網上十本好書投票中，位居網友推薦冠軍。
- 錢復回憶錄・卷三·台灣政經變革的關鍵現場  1988-2005（天下文化，2020）

## 家人
- 父親錢思亮，曾任國立臺灣大學校長，中央研究院院長及行政院原子能委員會主任委員。[1]
- 長兄錢純，曾任中華民國中央銀行副總裁，中華民國財政部部長，行政院秘書長。[1]
- 次兄錢煦，中央研究院院士，現任美國加州大學生物工程系主任。[1]
- 妻田玲玲，留美碩士，國立政治大學西語系畢業。
- 子錢國維。
- 女錢美端。
- 長孫錢裕揚，美國演員，在2024年Netflix劇集《孫家兄弟》中飾查爾斯·孫始為人熟悉。

## 軼事
1986年3月28日，蔣經國函電宋美齡：「國父父親歷史述作問題依母親指示分別加緊進行母親手諭對美關係錢復同志即日回台當遵大人指示轉囑切實洽辦」:658